# Progreso (Uruguay)
Progreso ist eine Stadt im Süden Uruguays. 

## Geographie
Sie befindet sich auf dem Gebiet des Departamento Canelones nördlich der unmittelbar angrenzenden Stadt Las Piedras, die durch den Arroyo Colorado von Progreso getrennt wird, und nahe der westlich vorbeiführenden Ruta 5. Östlich passiert in wenigen Kilometern Entfernung der Arroyo del Gigante die Stadt.
Auf dem Stadtgebiet Progresos bzw. an der westlichen Stadtgrenze liegen die Quellen des del Colorado und des Arroyo Colorado Chico, zweier Nebenflüsse des Arroyo Colorado. Zudem entspringt hier der in den Arroyo Canelón Chico mündende de la Lana, der an den nördlich von Progreso gelegenen Orten Fraccionamiento Progreso, Villa Felicidad, Instituto Adventista und Parada Cabrera östlich vorbeifließt.

## Geschichte
Die Besiedlung der Gegend des heutigen Progreso begann 1745. In der folgenden zweiten Hälfte des 18. Jahrhunderts ließen sich sodann vermehrt Bauern und Händler dort nieder. Ende des 19. Jahrhunderts war die Umgebung, in der auf den dortigen Feldern überwiegend Landwirtschaft und Viehzucht betrieben wurde, unter der Bezeichnung Arroyo del Gigante, Puntas del Gigante oder auch Puntas del Colorado bekannt. Den heutigen Namen erhielt die Stadt, deren Gründungsprozeß am 15. November 1871 begann, nachdem in jenem Jahr der Bau der Eisenbahn die Stadt erreichte und sie von nun an den gleichnamigen Bahnhof beherbergte. In der Folge ließen sich nun auch Eisenbahnarbeiter hier nieder, von denen viele englischer Herkunft waren. Am 1. Juli 1953 wurde Progreso durch das Gesetz Nr. 11.968 in die Kategorie "Pueblo" eingestuft.

## Infrastruktur

### Verkehr
Westlich tangiert von der Ruta 5, führt zudem die Ruta 68 ebenso wie die Bahnstrecke Montevideo–Paso de los Toros mit zugehörigem Bahnhof (Estación Progreso) durch die Stadt.

### Religion
In Progreso befindet sich die zur Diözese Canelones gehörende, am 7. Juli 1944 gegründete Kirchengemeinde San Antonio María Claret mit der zugehörigen Kirche.

### Bildung
Die Stadt verfügt mit dem 1965 gegründeten Liceo de Progreso "Doctor Gilberto Iglesias" über eine weiterführende Schule (Liceo). Ferner ist in Progreso das London Institute Progreso angesiedelt.

## Einwohner
Progreso hat 11.540 Einwohner. (Stand: 2023)
| Jahr | Einwohner |
| ---- | --------- |
| 1963 | 6.844     |
| 1975 | 9.612     |
| 1985 | 11.244    |
| 1996 | 14.471    |
| 2004 | 15.775    |
| 2011 | 16.244    |
| 2023 | 11.540    |

Quelle: Instituto Nacional de Estadística de Uruguay

## Stadtverwaltung
Bürgermeisterin (Alcaldesa) von Progreso ist Cristina Castro (Frente Amplio).

## Söhne und Töchter der Stadt
- Carlos Trasante (1953–2024), Fußballspieler